# サライェヴォ・ハッガーダー
サライェヴォ・ハッガーダー、（Sarajevo Haggadah）は、14世紀中葉のスペインで作られたハッガーダー。出エジプト記を記念する過越の日のための物語と祈りの言葉が記されている。中世の細密画が描かれたヘブライ語の本としては最古に属する。ボスニア・ヘルツェゴビナ博物館（ National Museum of Bosnia and Herzegovina ）に所蔵されている。
アンダルス時代以降のキリスト教が統治する土地で作られたとされ、レコンキスタの後はセファルディム系のユダヤ人に持ち出され、16世紀にはイタリアに存在した。1894年にユダヤ人コーエン家からサラエヴォ博物館に売却された。オーストリア＝ハンガリー帝国治下のウィーンに送られて再装丁・研究されたことで広く存在が知られた。
サラエヴォ博物館の蔵書となったのち、第二次世界大戦中はナチス・ドイツによる没収の危機にさらされ、カラメーメ ドビッツ、ペトロビッツ博士などによって秘匿保護された。　なかでも、ムスリムの学者であるデルヴィシュ・コルクトが命がけで守り、ブジャラスニカ山Mt. Bjelašnicaのモスクの中に戦後まで隠された。ボスニア・ヘルツェゴビナ紛争で博物館が攻撃された際に所在が不明となり、のちに発見された。ユダヤ教文書をムスリムが守ったという逸話は、「ニューヨーク・タイムズ」の記事にもなった。

## 註
1. 1 2  ボスニア・ヘルチェゴヴィナ博物館の解説(英文)
2. ↑  カラメーメ ドビッツ
3. ↑  マリア・ロサ・メノカル
4. ↑  ニューヨークタイムズ　1999年5月2日　記事